# Qu'Appelle
Qu'Appelle es un pueblo canadiense situado en la provincia de Saskatchewan.

## Superficie
Qu'Appelle tiene una superficie de 3,88 km².

## Demografía
En 2021, tenía 625 habitantes, una densidad poblacional de 160,9 hab./km², y 317 viviendas.